# Antonio Palma
Pour les articles homonymes, voir Palma.
Antonio Palma, ou Antonio Negretti (ou Nigreti, Negreti selon les versions) est un peintre italien du XVIe siècle. Né à Serina près de Bergame en 1517 ou 1518, il est actif à Venise où il meurt en 1588. Il est le neveu de Palma le Vieux et le père de Palma le Jeune.

## Biographie
Fils de Bartolomeo Negretti et Giovannina Mussige, Antonio Palma naît à Serina. À la mort de ses parents, il est pris en charge par les cousins de son oncle Palma le Vieux, puis s'installe à Venise après 1528, année de la mort de ce dernier. C'est alors qu'il entre dans l'atelier du peintre véronais Bonifacio de' Pitati, lui-même élève et assistant de Palma le Vieux, qui s'apprête à devenir l'un des peintres les plus prolifiques de sa génération, à la tête d'une véritable « entreprise » de peinture, forte de nombreux assistants.
Antonio Palma devient l'assistant le plus important de son maître et celui qui y travaille le plus longtemps. Il contribue à ses côtés à la décoration du Palais des Camerlenghi et l'aide à exécuter plusieurs peintures en copiant son style. Dans les années 1540, Antonio épouse Giulia Brunello, nièce de Marietta Brunello, la femme de Bonifacio de' Pitati. Par ce mariage, il devient un parent par alliance de son maître, permettant la transmission de l'atelier. Antonio et Giulia ont quatre enfants. Après avoir été formé par son père, leur deuxième fils Jacopo devient à son tour peintre, plus connu sous le nom de Palma le Jeune, un des artistes les plus célèbres de son temps.
Bonifacio de' Pitati, mort en 1553 et probablement malade depuis 1547, délègue de plus en plus l'exécution des commandes à ses assistants à la fin de sa vie, entraînant une certaine baisse de qualité. Après la mort de Bonifacio de' Pitati, Antonio Palma continue à réaliser des peintures dans un style proche de celui de son maître, pour le Palais des Camerlenghi et pour le même type de clientèle. Il participe à la décoration de la Zecca et réalise plusieurs œuvres pour des églises et les intérieurs de patriciens vénitiens.
Il meurt dans la zone de Santa Croce le 26 février 1588 (1587 more veneto) à l'âge de 70 ans.

## Œuvres

### Œuvres signées
Antonio Palma n'a signé que deux œuvres : une Résurrection (Stuttgart, Staatsgalerie) et une bannière de procession représentant la Pietà, qui comporte la date de 1565 et qui se trouve conservée dans son village natal de Serina (église de Santa Maria Annunziata).
Les autres œuvres résultent d'attributions sur des bases stylistiques et en fonction de liens dressés avec son corpus graphique.

### Œuvres attribuées
- La Reine de Saba devant le roi Salomon, 1556, huile sur toile, Galeries de l'Académie, Venise.
- Adoration des mages, 1558, huile sur toile, Galeries de l'Académie, Venise (en dépôt à la Ca’ Loredan).
- Adoration des mages, v. 1557-1558, huile sur toile, Galeries de l'Académie, Venise (en dépôt dans la sacristie de la basilique des Frari).
- La Reine de Saba devant le roi Salomon, v. 1559-1560, huile sur toile, Galeries de l'Académie, Venise (en dépôt dans la sacristie de la basilique des Frari).
- Esther devant Assuérus, 1574, huile sur toile, Ringling Museum, Sarasota.
- La Cène, années 1550 ?, huile sur toile, église Sant'Alvise, Venise.
- Sacristie de l'église San Sebastiano, Venise, v. 1550-1555 :
  - Le Sacrifice d’Isaac, huile sur toile.
  - Le Baptême du Christ, huile sur toile.
  - Le Christ au Mont des Oliviers, huile sur toile.

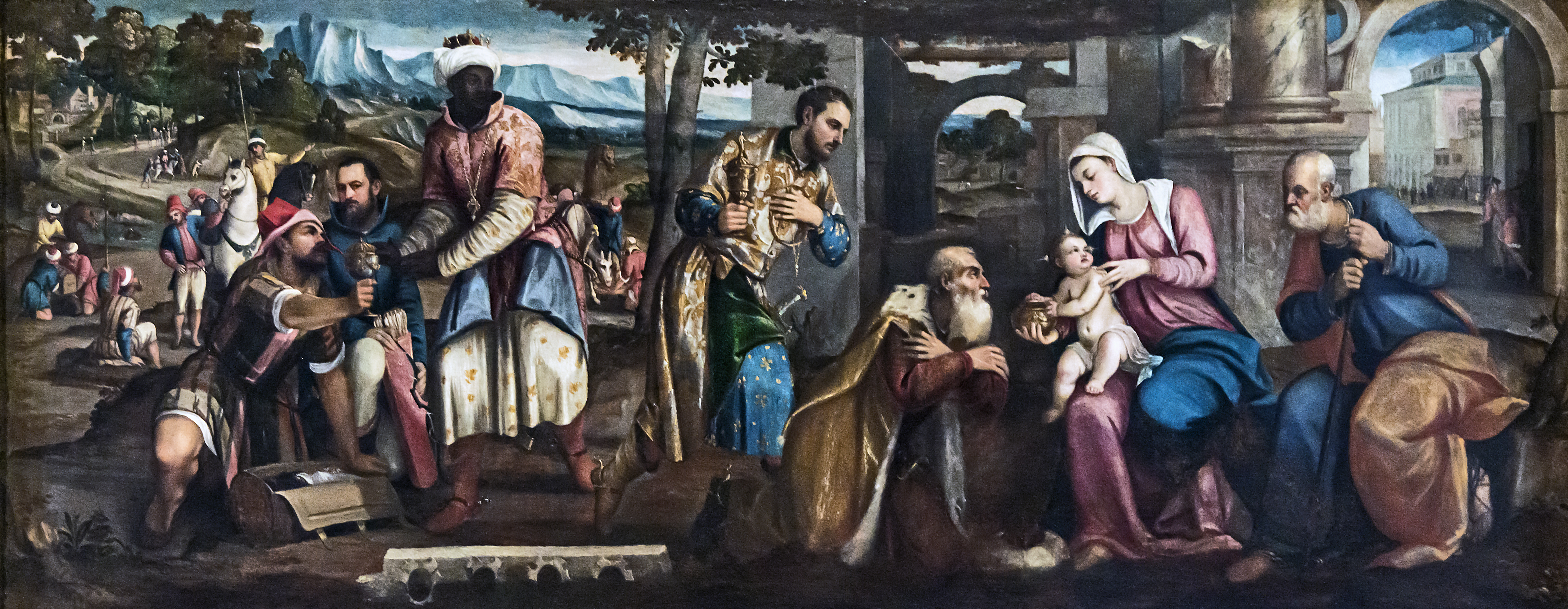
Adoration des mages, basilique des Frari.
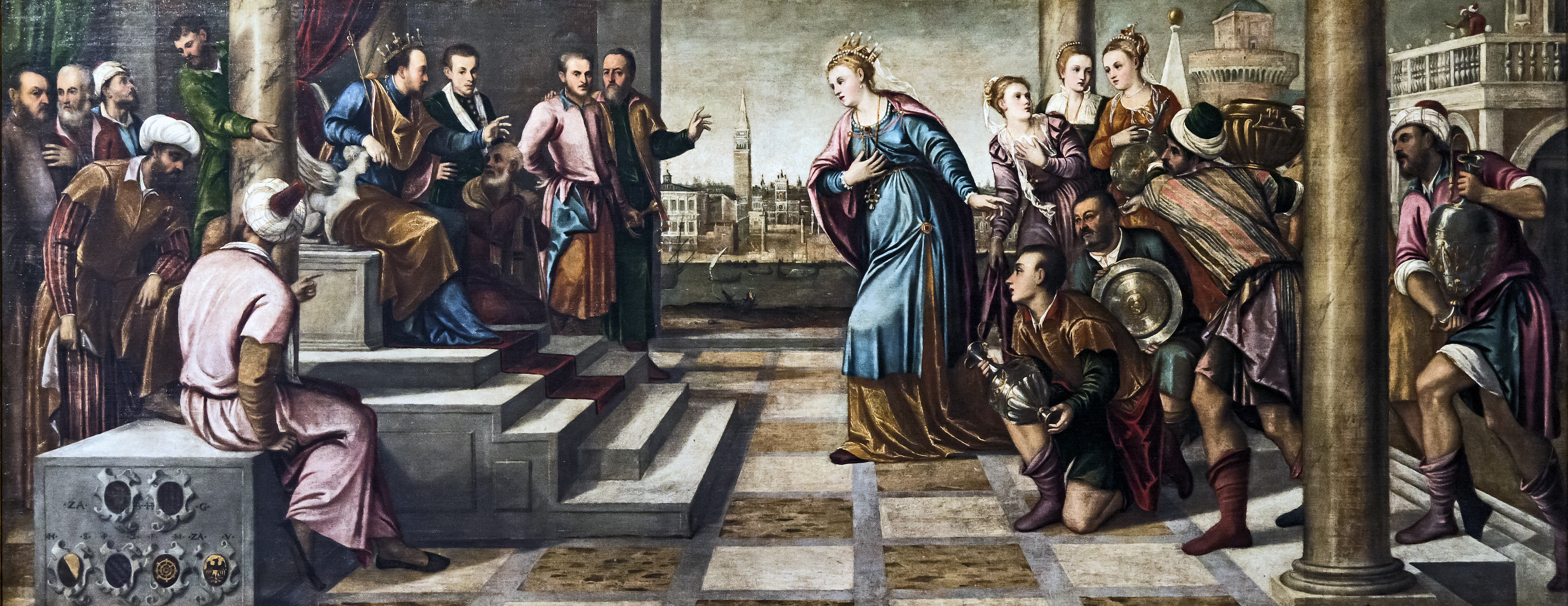
La Reine de Saba devant le roi Salomon, basilique des Frari.
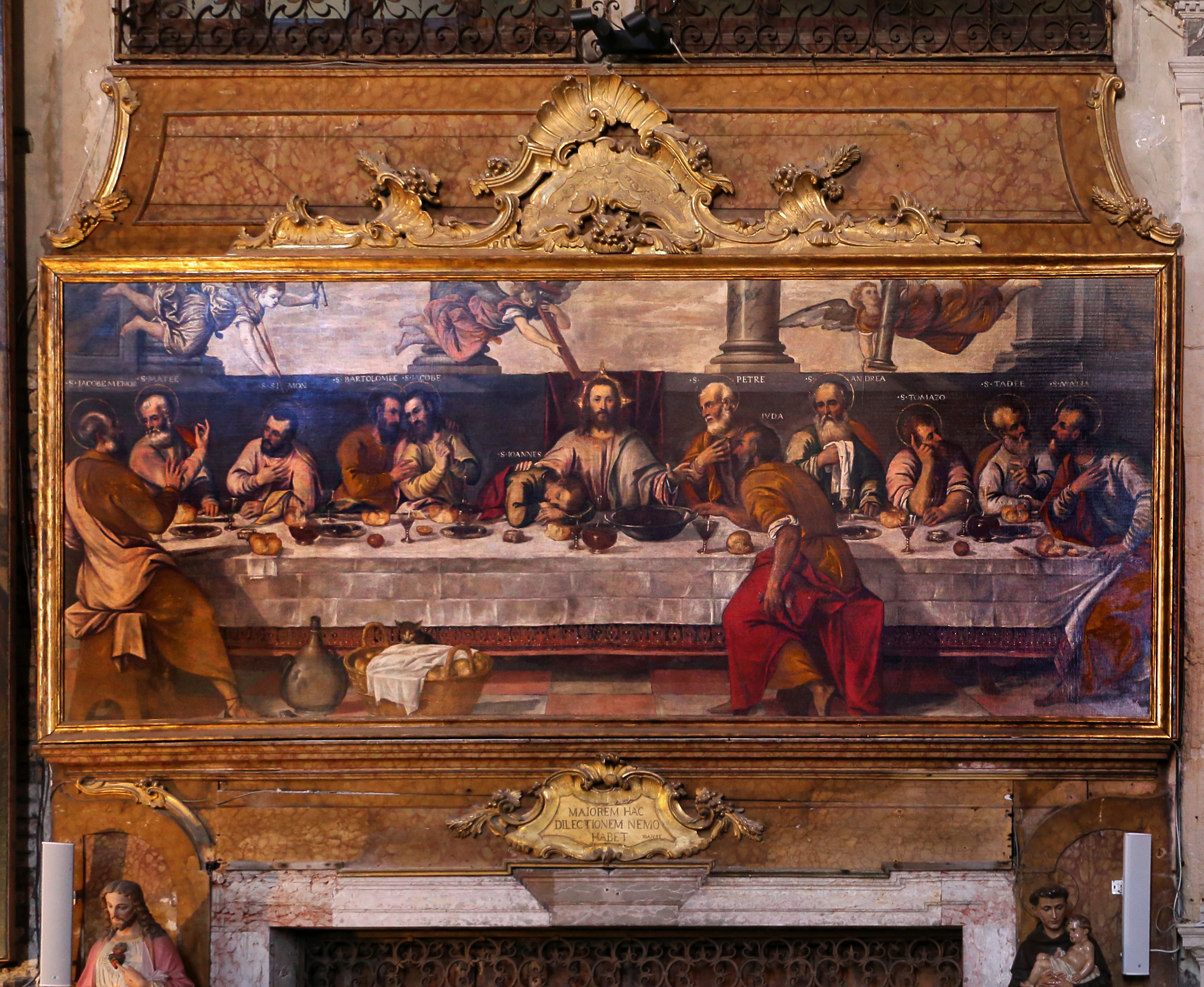
La Cène, église Sant'Alvise.

### Œuvres perdues
En 1554, un document mentionne le paiement d'Antonio Palma pour avoir réalisé les fresques du portego (porche) de l'église Santo Stefano à Murano. Cette église a été partiellement détruite et réduite à un oratoire au XIXe siècle. Les fresques sont donc perdues.

## Corpus graphique
Un ensemble de 78 feuilles de la main d'Antonio Palma est conservé au musée du Louvre à Paris (Département des Arts Graphiques). Ils proviennent de la célèbre collection du banquier allemand Everhard Jabach, achetée par Jean-Baptiste Colbert pour la collection royale de Louis XIV en 1671.
Exécutés à la plume et à l'encre brune sur du papier lavé de sanguine, ils comportent du lavis brun et des rehauts de blanc. Tous cohérents en matière de style, d'attribution et d'iconographie, ils ont été démantelés avant leur entrée dans la collection royale en petits fragments, ce qui a causé la division de certains dessins à la manière de pièces de puzzle. Ils formaient peut-être un carnet relié à l'origine.
Non signés, l'attribution de ces dessins à Antonio Palma a été proposée en 1979, et confirmée à la suite de la découverte d'un lien entre un putto du corpus de dessins et un angelot présent dans la bannière représentant la Pietà, œuvre signée par l'artiste.
Malgré leur apparente spontanéité, ces dessins ne constituent pas des études préparatoires à des peintures, mais plutôt un répertoire de modèles et de figures stéréotypées, permettant à l'artiste de travailler rapidement tout au long de sa carrière. Antonio Palma recopiait des personnages et des schémas de compositions tirés de l'œuvre de son maître Bonifacio de' Pitati, de Véronèse et de Titien, mais aussi de sculptures antiques présentes à Venise à cette époque-là. Cet ensemble de dessins témoigne alors de la riche culture visuelle d'Antonio Palma et de sa capacité à créer des œuvres nouvelles en s'appuyant sur des modèles observés. Ils permettent également de comprendre le fonctionnement d'un atelier de peinture à la Renaissance, dans lequel les assistants copient le style de leur maître. En conséquence, ses peintures, exécutées grâce à ce système de reproduction, peuvent toutefois manquer de naturel et de fluidité.